# Orator ad Brutum
L’Orator ad Brutum (« L'orateur, à Brutus ») est un ouvrage sur la rhétorique de Cicéron, publié en 46 av. J.-C. Cicéron lui donne aussi dans sa correspondance le titre De optimo genere dicendi « Sur le meilleur genre de parole ». C’est avec le De Oratore et le Brutus un des traités importants sur l’art oratoire, du dire même de l'auteur. Répondant à une interrogation de Marcus Junius Brutus, il définit le profil de l'orateur idéal. Doté d’une culture générale approfondie, il doit maîtriser l'expression (elocutio) dans tous les styles possibles. Cicéron développe une nouvelle théorie fondamentale pour l’esthétique latine, sur les trois niveaux de style que doit maîtriser l’orateur idéal, les styles simple, médian ou élevé, à appliquer selon l’importance du sujet du discours et l’objectif de l’orateur, informer, plaire ou ébranler l’auditoire. Cicéron s'appuie sur cette théorie des trois styles pour réfuter la préférence pour le style simple de ses concurrents, les orateurs romains qui se disent attiques.

## Manuscrits sources
Ce traité, dont il ne restait en France au neuvième siècle qu’un seul exemplaire complet, fut retrouvé, en 1419, par Gérard Landriano, évêque de Lodi. Il en confia le manuscrit à l'humaniste Gasparin de Bergame qui en fit faire une copie par Cosme de Crémone.

## Contenu
Cicéron traite la question de la définition de l’orateur parfait, qu’il avait abordée dans son précédent ouvrage, le De optimo genere oratorum (Sur le meilleur genre d’orateur), qui servait de préface à la traduction de deux discours d’auteurs attiques, Démosthène et Eschine. Cette fois, Cicéron annonce qu’il va définir l’orateur parfait comme un idéal platonicien, c'est-à-dire un archétype existant indépendamment du fait qu’il n’est jamais été réalisé ou non dans le monde réel (Oratore, §7-10). Cet orateur doit avoir une formation philosophique approfondie (Oratore §11-19) et maîtriser les trois styles d’expression, ce que peu d’orateurs grecs à part Démosthène et aucun orateur romain avant Cicéron n’ont réussi (Oratore §20-23). Cicéron critique de nouveau les orateurs contemporains qui se disent attiques, et considère comme une erreur de se limiter à l'imitation d'un Lysias, d’un Thucydide ou d’un Xénophon (Oratore, 24-32).
Passant en revue les étapes d’élaboration du discours, Cicéron passe rapidement sur l’invention (recherche d’arguments) et la disposition (ordonnancement de ces arguments) (Oratore §44-50) pour développer longuement l’étape de l’elocutio, c'est-à-dire l’expression et la mise en forme du discours (Oratore §51-236). Il expose une théorie des styles oratoires selon une échelle de trois niveaux :
- style simple (genus tenue, summissum, subtile), sans recherche de rythme, peu orné, mais incisif et plein d’esprit (Oratore §76-90)
- style moyen : genus medium (médian), modicum (modéré), temperatum (tempéré ), faisant usage de toutes les figures de style et plus particulièrement des métaphores, et s’exprimant avec suavité et douceur (Oratore §91-96)
- style élevé (genus vehemens (passionné), grave (grave), amplum (ample), qui mobilise toute la richesse d’expression pour ébranler et émouvoir l’auditoire (Oratore §97-99)

Le choix du style à appliquer dépend de l’objet du discours (causes petites, moyennes ou importantes) et selon les moyens de persuasion définis par la rhétorique d’Aristote : le style simple pour informer l’auditoire (docere, enseigner), le style élevé pour l’ébranler. Selon Aristote, l’objectif du style médian est de se concilier l’auditoire (conciliare), ce que Cicéron remplace par réjouir l’auditoire (delectare) . Cicéron donne comme exemples pour chacun des styles certains de ses discours : le Pro Caecina pour le style simple et informatif, le De Imperio Cn. Pompei pour le style moyen et doux, le Pro Rabirio perduellionis reo pour le style élevé (102-110). Suivent comme exemples grecs les discours de Démosthène, dont le célèbre Sur la couronne dont Cicéron vient de publier la traduction latine (Oratore §110-111). 
Après avoir défini ces trois styles et leur domaine d’application, Cicéron affirme que l’orateur idéal ne peut se spécialiser et doit pouvoir utiliser chaque style selon le cas. De l’avis de Cicéron, si Lysias est un bon orateur, il ne s’est exprimé que sur des affaires simples, et n’a jamais dû déployer son talent au-delà du style simple, tandis que Démosthène savait pratiquer tous les styles.
Cicéron rappelle les connaissances générales requises de l'orateur idéal : la dialectique (§113-117), l'éthique (§118) et la philosophie (§119), le droit et l'histoire (§120), la théorie rhétorique (§121). Au passage Cicéron se justifie d'avoir écrit plusieurs traités sur ce dernier sujet (§140-148). 
Cicéron aborde ensuite la question de la syntaxe du discours et de l’arrangement des mots et des phrases, à travailler avec trois préoccupations : le choix et la disposition des mots (Oratore §149-162), les exigences de l’euphonie (Oratore §162-167), la périodisation et le rythme des phrases (Oratore §168-236). La question du rythme en prose est aussi un point de controverse entre Cicéron et les néo-attiques, qui lui reprochent d'être ampoulé (inflatus, tumidus), tendant à se répéter inutilement (redundans) et faisant dans la démesure (superfluens), se complaisant trop au balancement des périodes terminées sur les mêmes rythmes. Cicéron réplique en reprenant le principe d'Aristote selon lequel un discours doit avoir du rythme mais sans versification (Orator § 175), et l'illustre par l'analyse minutieuse d'exemples des divers rythmes observés chez les orateurs anciens.

### Traductions
- Cicéron, L’orateur, traduction de M. Nisard, 1869, lire en ligne

### Ouvrages généraux
- Philippe Muller, Cicéron : un philosophe pour notre temps, Lausanne, L'Âge d'homme, 1990, 316 p. (ISBN 2-8251-0033-1, lire en ligne)
- Laurent Pernot, La Rhétorique dans l'Antiquité, Paris, Librairie Générale Française, coll. « Le Livre de poche / Antiquité », 2000, 351 p. (ISBN 2-253-90553-4)
- Wilfried Stroh (trad. de l'allemand par Sylvain Bluntz), La puissance du discours. Une petite histoire de la rhétorique dans la Grèce antique et à Rome, Paris, Les Belles Lettres, 2010, 514 p. (ISBN 978-2-251-34604-5)

### Articles
- Albert Yon,  « Sur la composition de l'Orator de Cicéron », Bulletin de l'Association Guillaume Budé : Lettres d'humanité, n°17, décembre 1958. pp. 70-84,